# CD155
A  CD155 (acrônimo de cluster de diferenciação 155), também chamado de receptor poliovirus, é uma proteína humana, codificada pelo gene PVR.

## Função
A CD155 é uma glicoproteína transmembranar da superfamilia das imunoglobulinas  Denominado comumente como Receptor Poliovirus (PVR) devido a seu papel na infecção por poliovirus em primatas, embora sua função fisiológica seja relacionada Às junções aderentes de células epiteliais. O papel da CD155 no sistema imunológico não é claro, embora pareça estar envolvidas na resposta humoral no intestino.
O domínio extracelular medeia a adesão celular à vitronectina presente na matriz extracelular, enquanto seu domínio intracelular interage com a cadeia leve da dineína.

## Estrutura
A CD155 é uma proteína transmembrana com 3 domínios extracelulares " Ig-like ", D1-D3, onde D1 é aquele que se liga ao poliovirus.
A estrutura em baixa resolução da CD155 complexada com o poliovirus pode ser obtida pelo microscópio eletrônico, enquanto a estrutura de alta resolução dos ectodomínios D1 e D2 pode ser por cristalografia de raios X.